# かながわ経済新聞
かながわ経済新聞(かながわけいざいしんぶん)は、かながわ経済新聞合同会社(かながわけいざいしんぶんごうどうがいしゃ 英語:Kanakei.LLC )が発行する月刊地域経済新聞 。
2014年1月本創刊。日刊工業新聞や神奈川新聞の経済部に在籍していた千葉龍太が始めた。大手新聞の経済面に掲載されることがなく、日頃スポットがあたらないが地域経済を下支えする中小企業や小規模事業者に特化して取材。中小企業経営者にとって、協業先の発掘や販路拡大や連携につながる情報を提供している。
また、「取材」にとどまらず、新聞発行で培っている豊富な取材ネットワーク（年間500社取材）を生かした「ビジネスマッチング」にも力を入れている。藤沢市図書館等で閲覧可。

## 本社
神奈川県相模原市中央区中央3-12-3　 相模原商工会館本館１階

## 横浜オフィス
神奈川県横浜市港北区新横浜3-19-11　加瀬ビル88 4階

## 沿革
- 2013年(平成25年)7月　かながわ経済新聞設立[1]
  - 10月　プレ創刊号発行
- 2014年(平成26年)1月　本創刊開始/4ページ
  - 7月　オールカラー/8ページに変更
- 2017年(平成29年)7月　横浜オフィス開設
- 2018年(平成30年)7月　神奈川がんばる企業　認定[5]
- 2019年(平成31年)5月　川崎サテライトオフィス開設
  - 7月　横浜市「アクセラレーションプログラムベンチャー支援企業」採択[6]
- 2019年(平成31年)8月　神奈川がんばる企業　認定/2回目[7]